# Lupinus ammophilus
Lupinus ammophilus är en ärtväxtart som beskrevs av Edward Lee Greene. Lupinus ammophilus ingår i släktet lupiner, och familjen ärtväxter. Utöver nominatformen finns också underarten L. a. ammophilus.